# 이산화 셀레늄
이산화 셀레늄(selenium dioxide, 독일어: selendioxyd)은 셀레늄과 산소로 이루어진 화합물이다. 화학식은 SeO2이다.

## 성질
사슬 모양의 거대 분자이다. 상온에서는 백색의 흡습성 결정으로 존재한다. 액체는 등청색이며, 기체는 황록색이다. 317°C에서 승화한다. 비중은 3.954이다. 물, 에탄올, 아세트산에 잘 녹는다. 환원되기 쉬운 물질이다. 공기 중의 먼지에 의해서도 분해된다. 물에 녹일 경우 아셀렌산을 형성하며 녹는다.

## 제법
셀레늄을 공기 또는 산소 중에서 연소시켜 얻을 수 있다.

## 용도
이산화 셀레늄은 주로 다음과 같은 용도로 사용된다.
- 유기물의 합성에서 산화제나 촉매로 사용된다.
- 셀레늄 화합물 합성의 원료로 사용된다.

## 안전성
이산화 셀레늄은 독성이 있는 화합물이다. 만성적으로 접촉할 경우 창백함, 설태, 위장 질환, 신경쇠약 등을 일으킬 수 있다. 이산화 셀레늄과 같이 물에 녹을 수 있는 셀레늄 화합물은 독성이 강한데, 이는 물질이 체내의 설파이드릴 효소를 공격하기 때문인 것으로 추정된다

### 흡입
이산화 셀레늄은 매우 큰 독성을 가지고 있다. 노출 이후 몇 시간 후에 심각한 호흡기 질환이 발생할 수 있다. 상부 기도를 자극한다. 두통, 발열, 오한이 있을 수 있다.

### 피부
피부에 화상을 입힐 수 있다. 피부를 통해서 흡수되어 독성을 띨 수 있다. 피부에 발진을 일으킬 수 있다. 장기간으로 접촉할 경우 피부가 민감해질 수 있다.

### 눈
눈을 자극하며, 눈꺼풀의 알레르기 반응으로 눈이 부을 수 있다.

## 참고 문헌
- 化學大辭典編集委員會 편, 성용길, 김창홍 역, 《화학대사전》, 서울: 世和, 2001.
- https://web.archive.org/web/20080608083320/http://www.jtbaker.com/msds/englishhtml/s1130.htm